# BBC Scotland

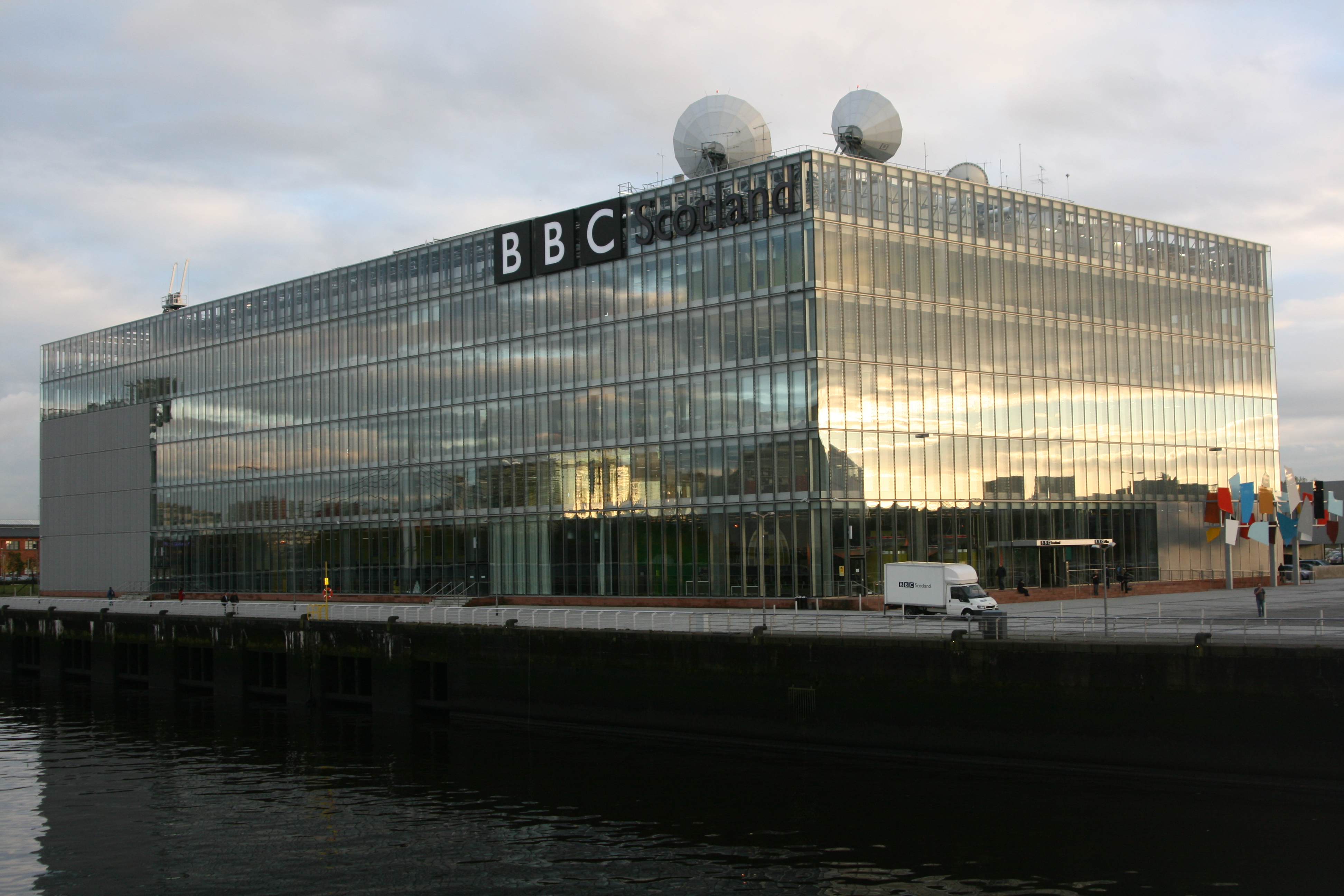
Gebouwen van BBC Scotland

BBC Scotland is een onderdeel van BBC, de openbare omroep van het Verenigd Koninkrijk.  BBC Scotland fungeert als nationale zender voor Schotland en heeft een gedeeltelijke autonomie.  De zender wordt geleid door de BBC Trust dat in Schotland wordt bijgestaan door Audience Council Scotland. Het hoofdkantoor van BBC Scotland en bijhorende studio's liggen in Glasgow aan de rivier Clyde. Daarnaast heeft BBC Scotland ook kantoren in Edinburgh, Aberdeen, Dundee, Inverness en Dumfries.  De zender heeft een eigen symfonieorkest: BBC Scottish Symphony Orchestra

## Televisie
BBC Scotland heeft 3 televisiezenders: 
- BBC One Scotland: Op dit net zendt men voornamelijk programma's uit die toegankelijk zijn voor het brede publiek.
- BBC Two Scotland: Dit net zendt overdag kinderprogramma's uit en 's avonds voornamelijk documentaires en duidingsprogramma's.
- BBC Alba: De programma's op dit net zijn voornamelijk in het Schots-Gaelisch gemaakt.

## Radio
De zender heeft twee grote radiozender:
- BBC Radio Scotland: Deze zender is in heel Schotland te ontvangen en heeft daartoe enkele frequenties.  Elke frequentie is voor een bepaalde regio.  Een aantal programma's worden nationaal uitgezonden, anderen zijn dan weer specifiek voor een bepaalde frequentie/regio.
- BBC Radio nan Gàidheal: Deze zender is slechts te ontvangen in bepaalde delen van Schotland.  De voertaal is Schots-Gaelisch.